# Народна капела бандуристок «Ягілка»
Народна капела бандуристок «Ягілка»  заснована у 1979 році при Центрі  дитячої та юнацької творчості Залізничного району [Архівовано 26 жовтня 2016 у Wayback Machine.] м. Львова на базі Львівської середньої загальноосвітньої школи №74, що є в смт. Рудно. 
25 квітня 2015 року – «Ягілка» відсвяткувала своє 35-річчя  у Львівській обласній філармонії, концертному залі імені С.Людкевича.

## Керівники капели
- Заснувала капелу  Кушнір Ольга Федорівна  (відмінник освіти України).
- Художній керівник капели: Цигилик Ірена Федорівна.
- Диригент: Ніколенко Олена Іванівна (кандидат мистецтвознавства, лауреат міжнародних конкурсів гри на народних інструментах ім. Г. Хоткевича та Г. Китастого).
- Хормейстер: Кушнір Іван Максимович (заслужений працівник культури, відмінник освіти України).
- Керівники капели: Рій Катерина Володимирівна, Габшій Наталія Петрівна.

## Діяльність капели
У 1989 році колектив став лауреатом Всеукраїнського конкурсу кобзарського мистецтва у м. Каневі, присвяченого 175-річчю від дня народження Тараса Шевченка. 
В 1995 році капелі присвоєно звання «Зразкова». 
У 1999 році «Ягілка» стала лауреатом Міжнародного конкурсу-фестивалю дитячої та юнацької творчості «Наша Земля – Україна» в «Артеку» та була учасником творчого звіту майстрів мистецтв та художніх колективів Львівщини у Національному палаці «Україна» в м. Києві.
Виступи капели звучали по українському радіо та телебаченні у програмах «Веселка», «Колядує "Ягілка"» та «Сонячні кларнети». 
У 2008 році капелі присвоєно почесне звання «Народна». «Ягілку» часто запрошують до участі ув урочистих концертах, що відбуваються у Львівському театрі опери та балету ім. С. Крушельницької, театрі ім. М.Заньковецької та в Концертному залі ім.С. Людкевича Львівської філармонії. 
Завжди успішно виступає «Ягілка»на фестивалях кобзарського мистецтва ім. Ю. Сінгалевича , «Різдвяні канікули» та на фестивалях патріотичної пісні «Сурми звитяги», а також на Міжнародних фольклорних фестивалях. Капела нагороджена багатьма грамотами та дипломами. 
«Ягілку» часто запрошують на концерти та фестивалі у Польщу та Угорщину. Завжди тепло вітає «Ягілку» Угорщина. Капела виступала у м.Будапешт  [Архівовано 26 жовтня 2016 у Wayback Machine.], м.Вац  , м.Мішкольц, м.Варпалота м.Комаром.
В 2019 році виступила в філармонії

## Репертуар
У репертуарі, окрім українських народних пісень – твори О.Герасименко («Музика полів», «Біле ангелятко»), А.Кос-Анатольського («Учітеся,брати мої») , В.Павліковського («Троїсті музики»), В.Івасюка («Червона рута», «Водограй»), Г.Доніцетті («Ave Maria»), Є.Адамцевича («Запорізький марш») та інших, велика частина творів в аранжуванні О.Ніколенко-Кушнір та І.Кушніра («Лемківський марш», «В’язанка коломийок», «Вставай, Україно, вставай»).

## Відомі випускники
За 35 років існування капели у колективі виховалось майже 260 бандуристів, деякі обрали музику своїм фахом: 
- Соломія Приймак – лауреат Міжнародних конкурсів, солістка Київського національного академічного театру оперети; [Архівовано 22 жовтня 2016 у Wayback Machine.]
- Оксана Мочерад - лауреат міжнародних конкурсів;
- Наталія Лаба – солістка Заслуженої академічної хорової капели «Трембіта»;
- Наталія Цигилик (Чумак) – лауреат Всеукраїнського конкурсу, викладач Дрогобицького музичного училища ім. В. Барвінського;
- Олена Кушнір (Ніколенко) – лауреат Міжнародних конкурсів, учасниця  квартету бандуристок «Львів’янки» [Архівовано 27 жовтня 2016 у Wayback Machine.]  Львівської філармонії, викладач Львівської національної музичної академії ім.М.Лисенка;
- Ольга Самотій (Павлик) – методист Центру дитячої творчості «Веселка», керівник хорової групи ансамблю народної музики і танцю «Горгани» [Архівовано 26 жовтня 2016 у Wayback Machine.];